# レファレンスサービス
レファレンスサービス（英: reference service）とは、図書館利用者が学習・研究・調査を目的として必要な情報・資料などを求めた際に、図書館員が情報そのものあるいはそのために必要とされる資料を検索・提供・回答することによってこれを助ける業務である。また需要の多い質問に対してあらかじめ、書誌・索引などの必要な資料を準備・作成する作業もこれに付随した作業であると言える。

## 日本語訳について
日本語においては参考調査（さんこうちょうさ）・参考業務（さんこうぎょうむ）・参考奉仕（さんこうほうし）などの和訳が与えられているが、定訳がないために図書館学においてはこれらの訳語とともに「レファレンスサービス」の語が併用されて用いられている。
ただし、アメリカ図書館協会では1990年以後、データベースを用いた情報検索・提供業務などを念頭において「information service（日本語では「情報サービス」）」という呼称に統一する方針を採っており、日本でも1996年より司書講習において従来の「参考調査法及びその演習」から「情報サービス概説」と「レファレンスサービス演習」に分割改称された。今後、図書館学から図書館情報学への移行と並んで今後の図書館のあり方に影響を与えるものと考えられている。

## 内容
レファレンスサービスにはさまざまな活動内容が存在し、これを簡単に説明するのは困難であるが、斎藤文雄が提唱した「調べもの、探しもの、お手伝いします」という説明がもっともわかりやすい解説であるとされている。
レファレンスサービスは大きく「直接的業務（直接的サービス）」と「間接的業務（間接的サービス）」にわけることが可能である。
直接的業務の場合、さらに大きくわけて、図書館そのものの利用方法あるいは図書館にある文献・情報の探し方を指導・援助する活動と、情報そのもの、あるいはそれが収められている文献の紹介・提供が挙げられる。
例えば、「ジミー・ウェールズ」について知りたいと考えている図書館の利用者が図書館員に対して質問を行ったと仮定する。図書館員は利用者より、「インターネットに関する書籍の場所はどこか?」、「ジミー・ウェールズに関する文献を探している」と尋ねられた場合、インターネット関連資料の配架場所の案内やジミー・ウェールズについて調べるのに適した参考図書の紹介とその利用法の案内を行うのが前者である。
これに対して、「ジミー・ウェールズはアメリカ人なのか、それともイギリス人なのか?」、「ジミー・ウェールズが創設したウィキペディアを扱った雑誌記事はないか?」とたずねられた場合、ただちに人名事典などを用いてジミー・ウェールズがアメリカ人であると即答したり、雑誌記事索引などをもちいてウィキペディアについての記事が載せられた雑誌を紹介したり、当該図書館にない場合にはその雑誌を所蔵している図書館を紹介したりするのが後者である。
いっぽう、間接的業務とはあらかじめ質問に対して適切な回答を行うための情報源を準備するものである。例えば、パスファインダーの作成や、辞書・事典・目録・索引類を備えてレファレンスコレクションとして組織化しておくことや、クリッピング資料や文献リストなどの自館作成ツール（レファレンスツール）を作成・整備して需要が予想される質問に備えたり、各種団体のパンフレット・リーフレットをファイリングしてインフォメーションファイルとして、あるいはリストの形式にして蓄積することで、レフェラルサービスへの展開に備えることが挙げられる。また資料の複写サービスや資料の相互貸借はレファレンスサービスではないものの、関連性の強いサービスであると言える。
ただし技術的もしくは規約上の問題から、すべての質問に対して適切な回答を利用者に提供することが不可能な場合もある。前者であれば、記録文献などに残っていない出来事、未知の事項、学術論文などに記載されているが司書の知識を超えており簡素な説明が出来ない事項などがこれにあたり、後者の場合には国家機密、個人情報、人生相談、法律相談などが挙げられる。なお公文書や法令の調査などは引き受けている。主観的な判断が必要な事項（映像作品と比較して小説が勝る部分が知りたいなど）や法律相談が寄せられた場合、判断は行わず関連する資料や連絡先の提示で対応している。関連のある情報は得られたが確定できなかった場合には未解決となるが、調査した文献などを紹介している。
これだけの活動では受動的であり、図書館利用者の需要に応じられていないとする批判もあり、より能動的な情報提供を中心においた「情報サービス」の概念が登場するようになった。

## レファレンスプロセス
1. 利用者の質問の核心を問い直し、曖昧な質問内容をはっきりさせる[7]。質問内容に答えてはいけない場合もある（病名の診断や法律問題などの専門的なことや宿題など[1]。ただし資料の提示は可能）。自分の知識で答えてはいけない。
2. キーワードを手掛かりに百科事典などで調べる。言葉関係なら広辞苑や大辞林、大辞泉。漢字関係なら大漢和辞典。日本史関係なら国史大辞典。科学関係なら理科年表。インターネットを使用してもよいがあくまで参考程度である。
3. 利用者に百科事典などを見せている間に、キーワードを元に参考となる書籍をさがして調べる。

## 歴史
レファレンスサービスが歴史上に登場するのは、1876年の第1回全米図書館大会において、サミュエル・グリーン（英: Samuel Swett Green、1837年 - 1918年）が、図書館員が利用者に対していかなる人的支援が必要であるかという課題について触れた論文でレファレンス（参考・参照）への関与の必要性を説いてからであると言われている。
その後、各地の公共図書館においてレファレンスルーム（参考室）の設置や専用職員の配置などが行われ、1890年代にはレファレンスワーク（参考事務）と呼ばれるようになった。当初は図書館員が利用者に図書目録の読み方などの図書館の利用法を教えるものに留まったが、しだいにさまざまな手法による利用者に向けた人的支援が含まれるようになっていった。「レファレンスサービス」という語が登場するのは1920年代以後であるが、その定義ははっきりとせず、「レファレンスワーク」と「レファレンスサービス」は同一なのか違うのかも定かではなかった。
1955年にアメリカのサミュエル・ロースステイン（英: Samuel Rothstein、1921年 - ）は、「情報を求める個々の利用者に対する人的支援」をレファレンスワークと位置付け、それに加えて「レファレンスを教育機関としての図書館の責務を遂行する上での不可欠な手段であり、そのための情報提供の義務を図書館側が認識していること。さらにそのために必要な知識・技術を持った人々からなる専門の集団が図書館内に設置されて行われている活動」をレファレンスサービスと定義づけた。
だが、1970年以後のコンピューター技術の発展によって、利用者の依頼を受けて助言・支援するという受動的な「レファレンスサービス」から一歩踏み出して、データベースなどを活用したより能動的な情報提供を行うべきだとする「情報サービス」への転換の必要性を唱える意見が出されるようになり、当初はアメリカではこれを併用して「reference and information service」とも呼称されたものの、前述のようにアメリカでは「information service」に統一され、さらにインターネットの登場によって、そのあり方は変化を見せていくものと考えられている。

### 日本での事例
第二次世界大戦前の図書館は思想善導機関としてのあり方が重要視されてレファレンスについてはあまり省みられることはなかった。
戦前の例としては1915年の東京市立日比谷図書館をはじめ、市立名古屋図書館・東京帝国大学附属図書館などに「図書調査係」「参考掛」などの名称で設置されたことが知られているのみである。
1948年に神戸市立図書館の館長であった志智嘉九郎がレファレンスサービスの重要性を唱えて「森羅万象」を掲げ、窓口や電話による質問を受け付けるサービスも開始した。だがアメリカでもレファレンスサービスの定義が定まらなかったように、日本でも読書相談は館外貸出の一環かレファレンスかが議論されるなど多くの試行錯誤が繰り返されてきた。公立・私立の公共図書館よりも大学図書館の方がその普及は急速であった。

## レファレンスサービスの将来
今日では、レファレンスサービス・情報サービスが、多くの図書館において外部貸出と並んで図書館業務の中核的な業務の一つとなっており、その利用者も増加している。だが、一方において、運営者である自治体や一般の利用者のあいだには未だに図書館を「無料の貸本屋」とみなす風潮が残っており、レファレンスサービス・情報サービスの存在に対する認識は決して高いとはいえないのも実情である。またGoogleといったインターネット検索サービスの急速な発展で、レファレンスサービスを利用しなくても資料を容易に探せるようになったこともレファレンスサービスの存在意義を危うくしているとされるが、インターネット上に情報があるとは限らず、検索者の知識も問われるため、完全では無いという意見がある。多種多様な問い合わせや、コンピューターを扱うのが苦手な利用者への対応には専門職の司書でないと無理であるとして、依然レファレンスサービスは重要だとする主張や、インターネットは迅速なレファレンスサービスに役立つとする見方もある。
国立国会図書館によって2002年より、業務の改善・効率化の検証および交換・共有を図るなどの目的のため、レファレンス協同データベースが実施されている。